# Den tunga dagen går mot natt till sist
Den tunga dagen går mot natt till sist är en psalm med text skriven 1931 av John Russel Darbyshire. Den översattes 1963 till svenska av Anna Greta Wide. Musiken är skriven 1976 av Karl-Olof Robertson.

## Publiceradvi
- Den svenska psalmboken 1986 som nr 495 under rubriken "Fastan".
- Svensk psalmbok för den evangelisk-lutherska kyrkan i Finland (1986) som nr 83 under rubriken "Fastetiden".
- Psalmer och Sånger 1987 som nr 506 under rubriken "Kyrkoåret - Fastan"[1]